# Isabela z Braganzy
Isabela z Braganzy (říjen 1402 – 26. října 1466), také známá jako Isabela Barcelonská, byla dcerou Alfonse z Braganzy a Beatrix Pereiry de Alvim. Provdala se za Jana Portugalského, svého nevlastního strýce, syna Jana I. Portugalského.

## Potomci
Isabela a Jan spolu měli čtyři děti:
- Diogo Portugalský (1425–1443), portugalský konstábl, mistr v řádu svatého Jakuba od meče
- Isabela Portugalská (1428–1496), ⚭ 1445 Jan II. Kastilský (6. března 1405 – 22. července 1454), kníže asturijský, král kastilský od roku 1406 až do své smrti
- Beatrix Portugalská (13. června 1430 – 30. září 1506), ⚭ 1447 Ferdinand Portugalský (17. listopadu 1433 – 18. září 1470), vévoda z Viseu a Beji
- Filipa Portugalská (1432–1444)

Isabela zemřela 26. října 1466 ve městě Arévalo ve věku šedesáti šesti let. Byla pohřbena v klášteře Batalha vedle svého manžela.